# إبراهيم بومزار
إبراهيم بومزار (من مواليد 24 ديسمبر 1977) سياسي ووزير جزائري، عينه الرئيس عبد المجيد تبون وزيرا للبريد والمواصلات السلكية واللاسلكية بحكومة جراد الأولى بتاريخ 2 يناير 2020.

## نشأته ودراسته

### نشأته
ولد إبراهيم بومزار بتاريخ 24 ديسمبر 1977.

### دراسته
حاصل على عدة شهادات وهي:
- شهادة ليسانس في تخصص إدارة الاعمال، من المعهد الوطني للتجارة - الجزائر.
- التكوين العسكري ضابط قائد فصيلة إشارة، المدرسة التطبيقية للإشارة بالقليعة.
- شهادة في مجال التنمية الاقتصادية من المعهد العربي للتخطيط -الكويت.
- شهادة بكالوريا علوم الطبيعة والحياة.

## المناصب التي تولاها
تقلد عدة مناصب منها:
- وزير البريد والمواصلات السلكية واللاسلكية 2 يناير 2020 تمت إقالته بتاريخ 27 أبريل 2021.
- المدير العام لمؤسسة دعم تطوير الرقمنة (مؤسسة عمومية).
- ملازم احتياطي بالأكاديمية العسكرية لمختلف الأسلحة- شرشال.